# Jeux olympiques d'été de 1980
Pour les articles homonymes, voir Jeux olympiques de 1980.
Les Jeux olympiques d'été de 1980, officiellement connus comme les Jeux de la XXIIe olympiade de l’ère moderne, ont lieu à Moscou en URSS du 19 juillet au 3 août 1980. C'est la première fois que les Jeux se déroulent dans ce pays.
Ces Jeux furent marqués par le boycott d'une cinquantaine de nations (dont les États-Unis) à la suite de l'invasion de l'Afghanistan par l'Union soviétique en 1979.
80 nations et 5 179 athlètes (dont 1 115 femmes) prirent part à 203 épreuves dans 21 sports.
Le budget d'organisation a été de 9 milliards de dollars. Pour ces Jeux, la sécurité fut énormément renforcée et une grande partie de la ville fut réservée à la circulation olympique.

## Élection de la ville hôte
Le Comité international olympique confie l'organisation des Jeux olympiques d'été de 1980 à la ville de Moscou au cours de la 75e session du 23 octobre 1974 à Vienne (Autriche).
| Villes      | Pays             | Tour 1 |
| Moscou      | Union soviétique | 39     |
| Los Angeles | États-Unis       | 20     |

## Emblèmes

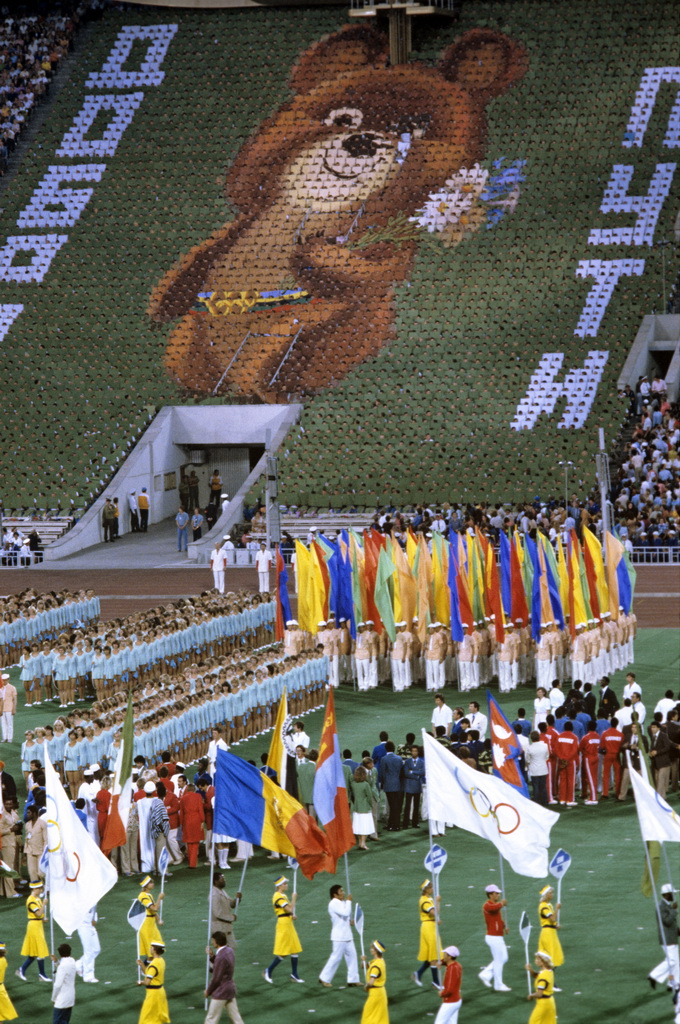
Les porte-drapeau et, en arrière-plan, la mascotte Misha.

Le logo de ces Jeux olympiques de Moscou fut l'œuvre de l'artiste soviétique Vladimir Arsentyev. Il représente les anneaux olympiques surmontés de lignes parallèles pouvant symboliser la piste d'athlétisme. Ces lignes se terminent verticalement, en pyramide, et sont coiffés d'une étoile, pour représenter le Kremlin.
La mascotte officielle est l'ours Misha. Elle fut imaginée par Viktor Tchijikov, auteur de livres pour enfants. Cette mascotte fut déclinée sous divers supports et sous diverses situations durant ces Jeux de Moscou. À la cérémonie de fermeture des jeux olympiques, Lev Lechtchenko chante la chanson Au revoir Moscou lorsque la mascotte géante Misha s'envole vers le ciel attaché à des ballons, devant les spectateurs émus.
L'avers de la médaille olympique représente la déesse Niké tenant une couronne de laurier devant le Colisée surmonté de l'inscription en lettres cyrilliques "Igry XXII Olympiady Moskva 1980" (Jeux de la XXIIe Olympiade, Moscou 1980).
Sur le revers, est représentée la vasque olympique allumée devant une piste d’athlétisme. En haut à droite on peut voir l'emblème des Jeux de Moscou. Le nom du sport est gravé sur la tranche.

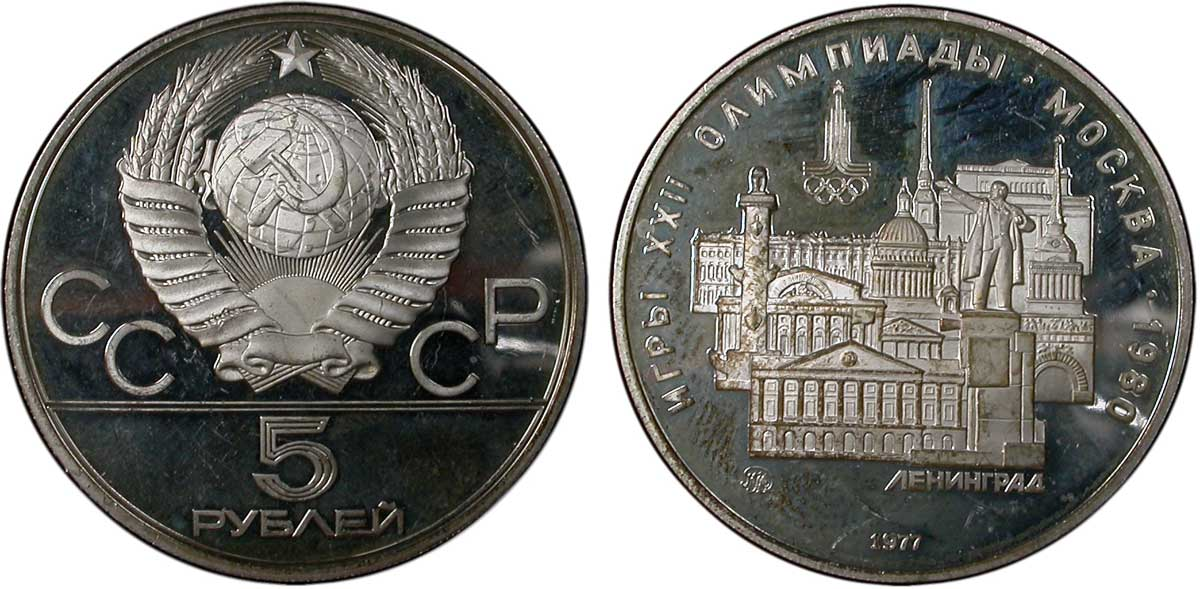
5 roubles soviétiques Jeux olympiques de Moscou, vue de Léningrad, argent frappé en 1977.

## Sites olympiques

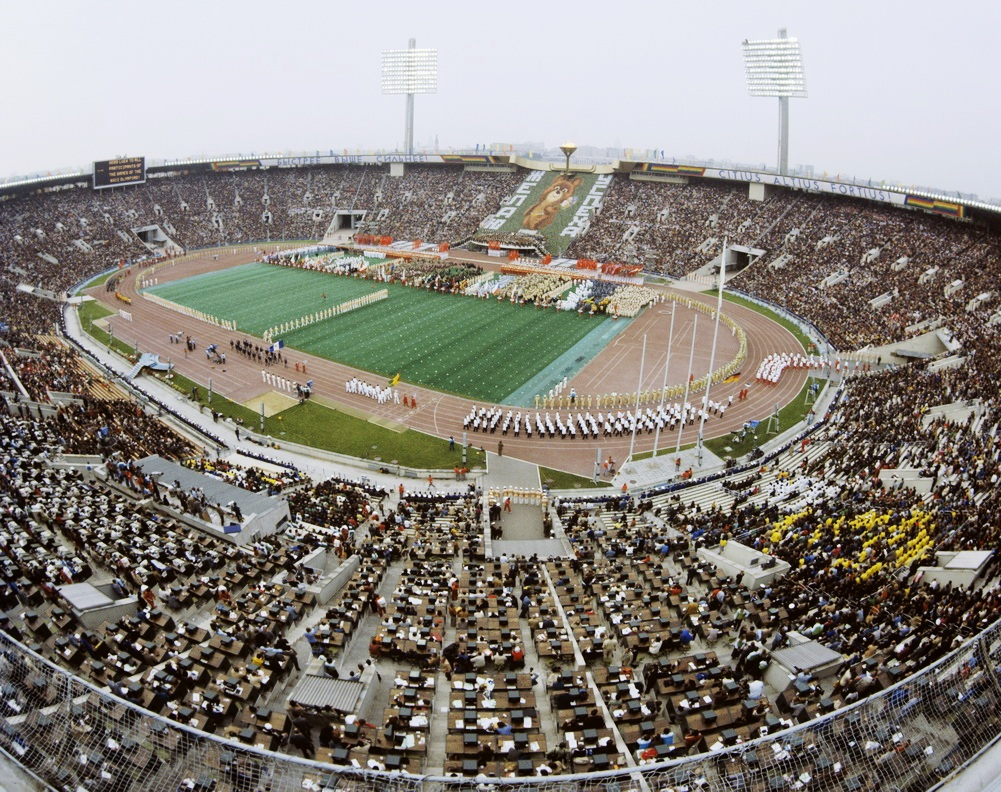
Le Stade olympique du Stade central de Lénine à Moscou.

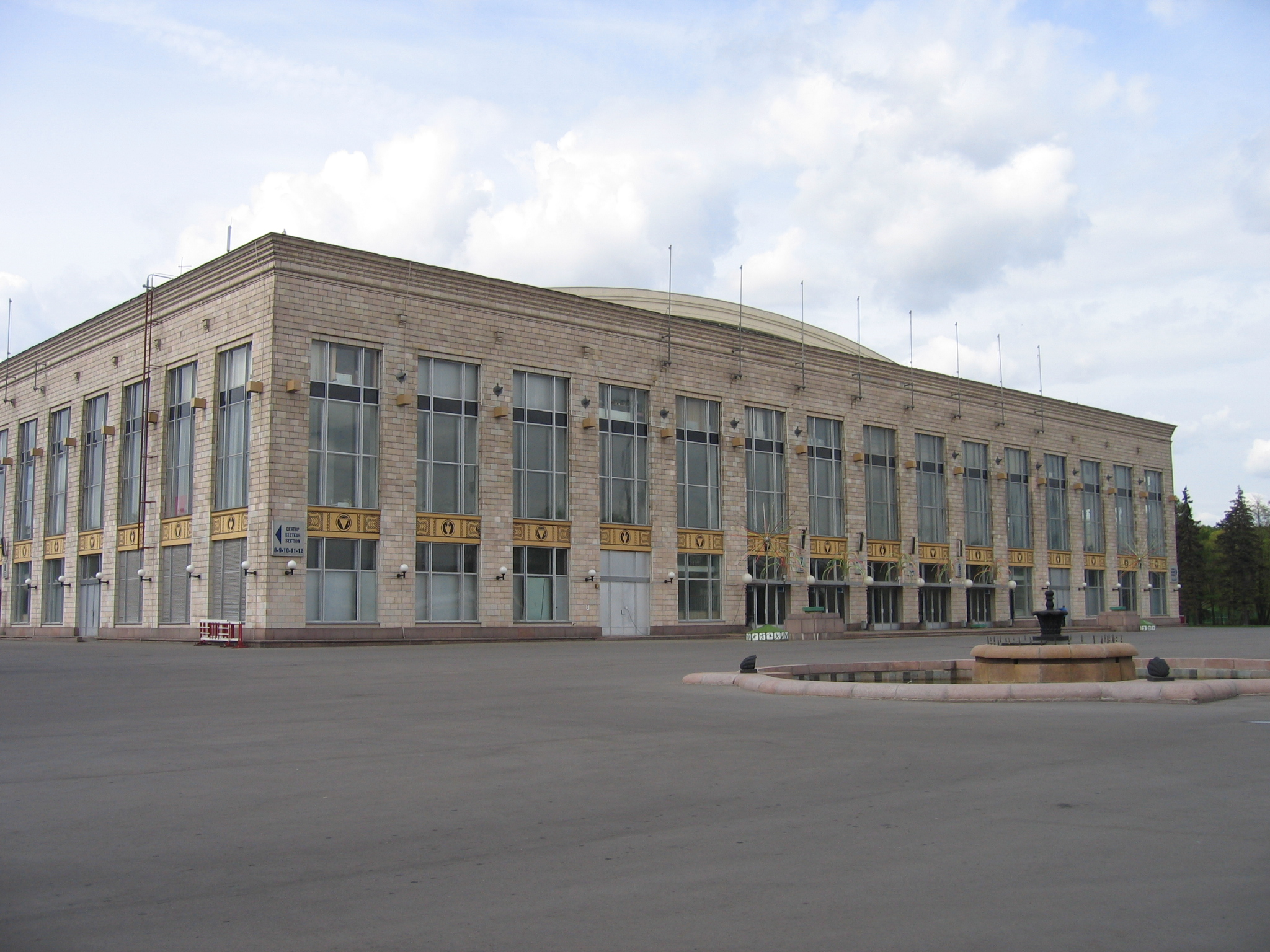
Le Palais des sports du Stade central de Lénine.

Les sites olympiques où ont eu lieu les compétitions sont :
Stade central de Lénine :
- Stade olympique : Cérémonies, athlétisme, football (finale), équitation
- Palais des sports : Gymnastique, judo
- Arena mineure : Volleyball
- Salle multisports Droujba (en) : Volleyball
- Piscine olympique (en) : Natation, plongeon, waterpolo

Centre sportif Olympiiski :
- Stade olympique Indoor : Basketball, boxe
- Piscine olympique : Natation, plongeon, waterpolo

Complexe sportif du CSKA Moscou :
- Centre d'athlétisme du CSKA : Lutte
- Centre de football du CSKA : Escrime
- Palais des sports : Basketball, pentathlon moderne

Autres sites de la métropole de Moscou :
- Stade Dynamo : Football
- Centre sportif et stade Young Pionners : Hockey sur gazon
- Palais des sports du Dinamo (en) : Handball
- Centre équestre : Équitation, Pentathlon moderne
- Palais des sports Izmailovo : Haltérophilie
- Palais des sports Sokolniki : Handball
- Centre de Tir Mytishchi : Tir, pentathlon moderne

Complexe sportif de Krylatskoïe :
- Bassin olympique : Canoë-kayak, Aviron
- Vélodrome olympique : Cyclisme
- Centre de tir à l'arc : Tir à l'arc

Sites à l'extérieur de Moscou :
- Des matchs du premier tour du tournoi olympique de Football se sont déroulés à Leningrad (aujourd'hui Saint-Pétersbourg), Minsk (aujourd'hui en Biélorussie) et Kiev (aujourd'hui en Ukraine).
- Les régates de voile se sont disputées au Centre sportif olympique de Tallinn (aujourd'hui en Estonie).

## Boycott à la suite de l'invasion soviétique en Afghanistan

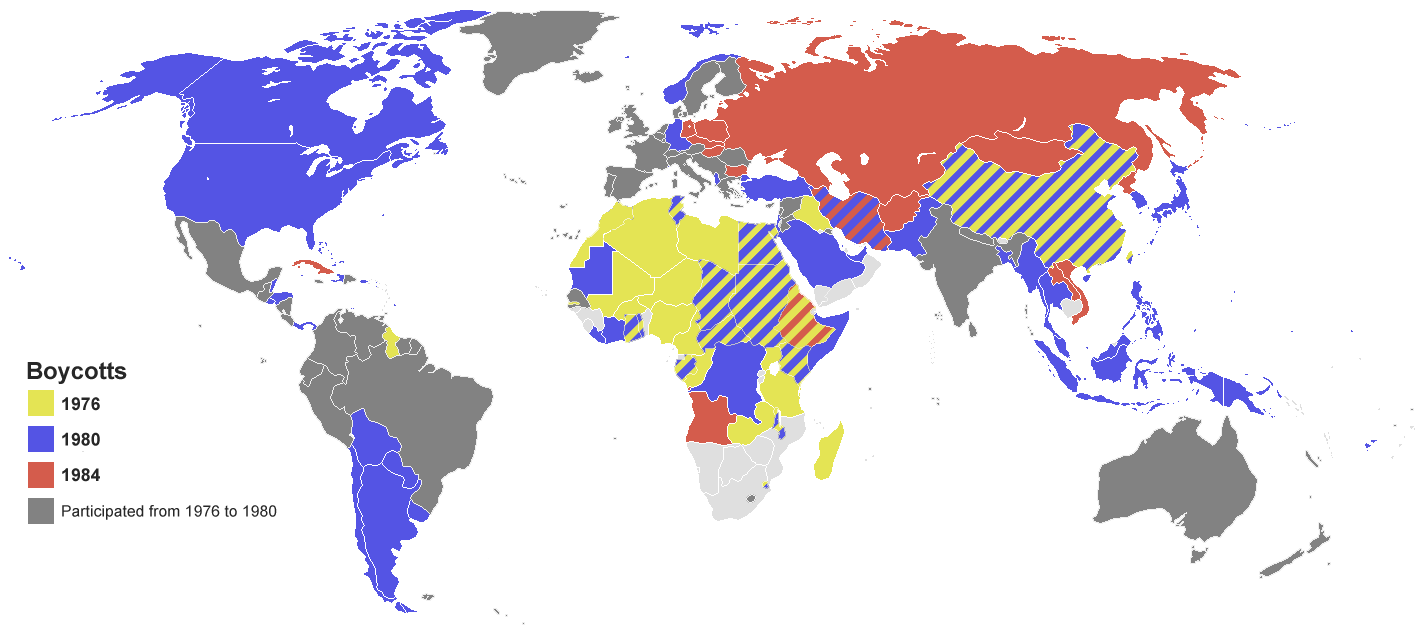
Les nations boycottant les Jeux de Moscou sont indiquées en bleu.

En cette période de guerre froide, les Américains utilisent le boycott comme moyen de pression. Le 4 janvier 1980, le président Jimmy Carter, en pleine campagne de réélection fragilisée par la crise des otages américains en Iran, prend unilatéralement des mesures d'embargo économique contre l'URSS. Puis il demande au président du CIO de surseoir à la tenue des Jeux si les troupes soviétiques ne se retirent pas d'Afghanistan. Le 20 janvier 1980, le président américain adresse un ultimatum au Kremlin : « Si dans un mois au plus tard, vos troupes n'ont pas évacué l'Afghanistan, l'équipe olympique américaine n'ira pas à Moscou et nous demanderons aux autres pays de s'abstenir aussi ».
Après plusieurs mois d'intenses négociations, et après une hypothétique solution de rechange en Grèce, le Comité international olympique présidé par Lord Killanin, annonce le 13 février, qu'il refuse, à l'unanimité le boycottage ou le transfert des Jeux olympiques de Moscou. Il obtient quelques concessions symboliques de la part de Léonid Brejnev, notamment le fait de défiler derrière le drapeau olympique. En revanche, Washington ne cède pas et le boycott américain a bien lieu.
Parmi les nations ne faisant pas le déplacement à Moscou, le Canada, le Japon, la Corée du Sud et l'Allemagne de l'Ouest s'alignent sur les positions américaines. Par ailleurs, 29 pays musulmans s'associent également à ce boycott considérant l'attaque contre l'Afghanistan comme une attaque contre l'Islam.
La liste de pays ayant choisi le boycott sont :
- Albanie
- Allemagne de l'Ouest
- Antigua-et-Barbuda
- Arabie saoudite
- Argentine
- Bahamas
- Bahreïn
- Belize
- Bermudes
- Bolivie
- Canada
- Îles Caïmans
- Chili
- Chine
- Corée du Sud
- Égypte
- États-Unis
- Fidji
- Gambie
- Ghana
- Haïti
- Honduras
- Indonésie
- Iran
- Israël
- Japon
- Kenya
- Liberia
- Liechtenstein
- Malawi
- Malaisie
- Mauritanie
- Île Maurice
- Maroc
- Monaco
- Norvège
- Pakistan
- Papouasie-Nouvelle-Guinée
- Paraguay
- Philippines
- Salvador
- Singapour
- Somalie
- Swaziland
- Taïwan
- Thaïlande
- Tunisie
- Turquie
- Uruguay
- Îles Vierges américaines
- Zaïre

## Nations participantes

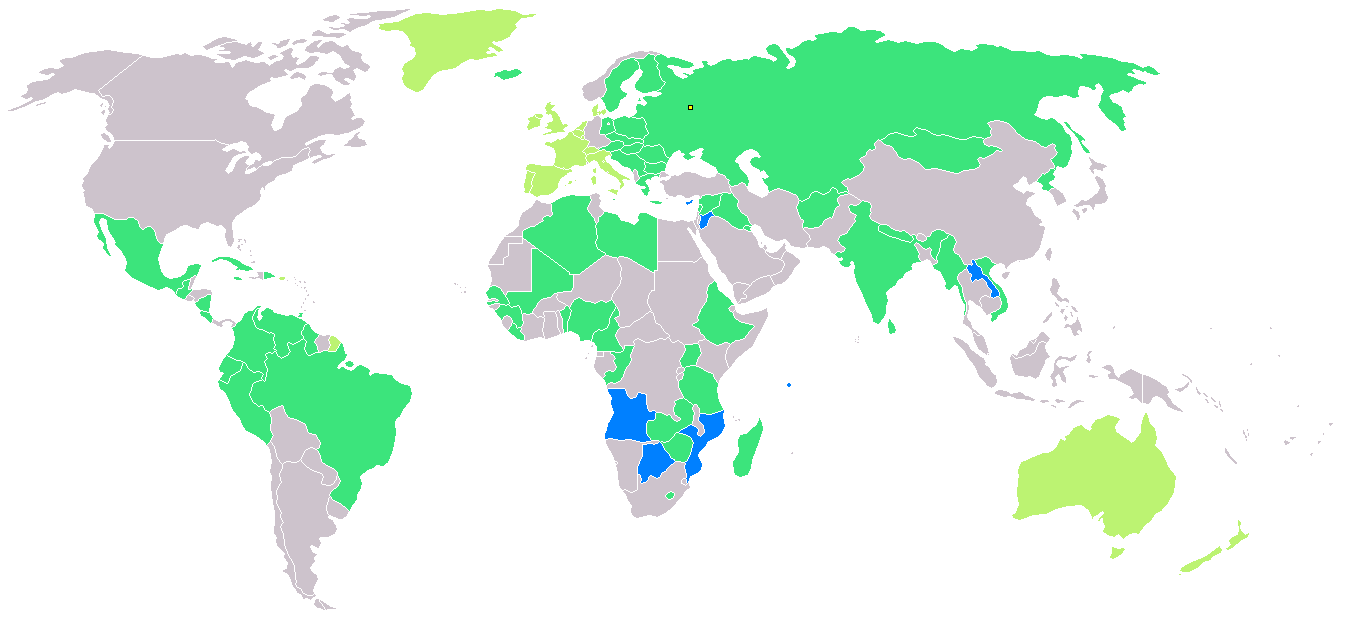
Pays participants en 1980.
Pays participant pour la première fois.
Pays ayant déjà participé.
Pays participant sous la bannière olympique.

Malgré ce boycott massif, 80 nations étaient présentes aux Jeux olympiques de 1980, soit le plus faible total depuis 1956. Six d'entre elles ont fait leur première apparition à Moscou : l'Angola, le Botswana, Chypre, la Jordanie, le Laos et le Mozambique.
Quinze nations décidèrent de défiler sous la bannière olympique. L'hymne olympique fut joué à chaque titre remporté par ces délégations. Cette décision est prise le 3 mai lors d'une réunion à Rome. Le 7 mai, Léonid Brejnev accepte cette « dépolitisation des Jeux ». La Nouvelle-Zélande, quant à elle, concourra sous le drapeau de son comité national olympique.
Au Royaume-Uni, le Comité olympique alla à l'encontre du souhait de Margaret Thatcher en décidant d'envoyer une délégation. La France laissa le libre choix au Comité national olympique et sportif français et trois fédérations nationales (équitation, voile et tir) boycottèrent les Jeux. De plus, comme d'autres pays occidentaux, la délégation française boycotta la cérémonie d'ouverture. La diffusion des épreuves par les télévisions occidentales est de plus réduite alors que des nations comme le Japon ou les États-Unis ne diffusent aucune épreuve en direct.
| Afrique | Amériques | Asie | Europe | Océanie                |
| Nations défilant sous leur propre drapeau | | | |                        |
| - Algérie (59) - Angola (13) - Bénin (17) - Botswana (7) - Cameroun (26) - République du Congo (23) - Éthiopie (41) - Guinée (9) - Lesotho (5) - Libye (32) - Madagascar (11) - Mali (7) - Mozambique (14) - Nigeria (44) - Ouganda (13) - Sénégal (32) - Seychelles (11) - Sierra Leone (14) - Tanzanie (41) - Zambie (40) - Zimbabwe (46) | - Brésil (109) - Colombie (23) - Costa Rica (30) - Cuba (216) - Équateur (11) - Guatemala (10) - Guyana (8) - Jamaïque (18) - Mexique (45) - Nicaragua (5) - Pérou (30) - République dominicaine (6) - Trinité-et-Tobago (9) - Venezuela (38) | - Afghanistan (11) - Birmanie (2) - Corée du Nord (50) - Inde (74) - Irak (44) - Jordanie (4) - Koweït (58) - Laos (19) - Liban (17) - Mongolie (43) - Népal (11) - Sri Lanka (4) - Syrie (69) - Viêt Nam (30) | - Allemagne de l'Est (362) - Autriche (89) - Bulgarie (295) - Chypre (14) - Finlande (124) - Grèce (42) - Hongrie (279) - Islande (9) - Malte (8) - Pologne (320) - Roumanie (243) - Suède (148) - Tchécoslovaquie (216) - Yougoslavie (162) - Union soviétique (506) |                        |
| Nations défilant sous le drapeau olympique | | | |                        |
| | - Porto Rico (3) | | - Andorre (2) - Belgique (61) - Danemark (63) - France (125) - Grande-Bretagne (231) - Irlande (48) - Italie (163) - Luxembourg (3) - Pays-Bas (86) - Saint-Marin (17) - Suisse (84)                                                                                  | - Australie (126)      |
| Nations défilant sous le drapeau de leur Comité national olympique | | | |                        |
| | | | - Espagne (155) - Portugal (11) | - Nouvelle-Zélande (5) |
| 22 pays | 15 pays | 13 pays | 28 pays | 2 pays                 |

## Compétition

### Sports et résultats
Comme lors des jeux de Montréal en 1976, 21 sports figurent au programme de ces Jeux de Moscou. Parmi les 203 épreuves, le tournoi olympique de Hockey sur gazon féminin est disputé pour la première fois.
| - Athlétisme (38) - Aviron (14) - Basket-ball (2) - Boxe (11) - Canoë-kayak (11) - Cyclisme (6) - Équitation (6) - Escrime (8) | - Football (1) - Gymnastique (14) - Haltérophilie (10) - Handball (2) - Hockey sur gazon (2) - Judo (8) - Lutte (20) - Pentathlon moderne (2) | - Sports aquatiques Natation (26) Plongeon (4) Water-polo (1) - Tir (7) - Tir à l'arc (2) - Voile (6) - Volley-ball (2) |

### Faits marquants
Athlétisme

Résultats détaillés

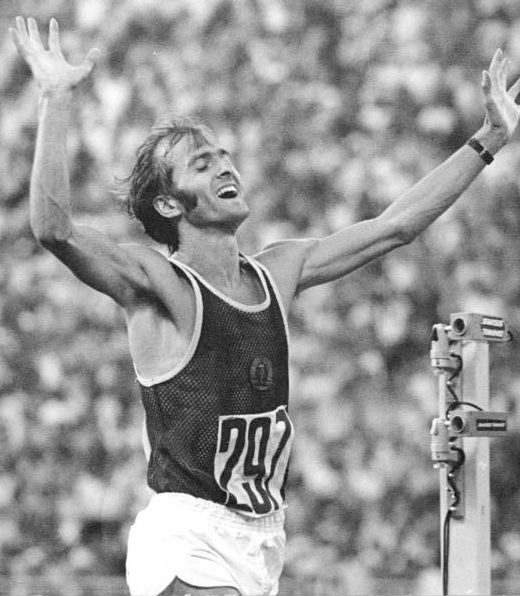
Waldemar Cierpinski.

L’affrontement entre les Britanniques Sebastian Coe et Steve Ovett attire toutes les attentions. Ovett remporte le 800 m devant Coe, alors que ce dernier prend sa revanche sur 1 500 m. L'Éthiopien Miruts Yifter réalise le doublé 5 000 mètres et 10 000 mètres. L’Est-allemand Waldemar Cierpinski est victorieux sur le marathon, comme en 1976. Sur le sprint, et en l'absence des États-Unis, le 100 m masculin est remporté par le Britannique Allan Wells en 10 s 25, soit la course la plus lente depuis 1960. Le Polonais Władysław Kozakiewicz décroche la médaille d'or du saut à la perche en établissant un nouveau record du monde (5,78 m). Il se distingue avec un bras d'honneur à l'attention du public russe qui le siffla durant la finale.
Aviron

Résultats détaillés

C'est la deuxième fois que les femmes disputent une épreuve d'aviron, après celle des Jeux olympiques de 1976.
Basket-ball

Résultats détaillés

Chez les hommes, l’équipe de Yougoslavie remporte le tournoi olympique face à l’Italie.
C'est la deuxième fois que les femmes disputent une épreuve de basket après le tournoi olympique de Montréal ; l'équipe soviétique conserve son titre.
Boxe

Résultats détaillés

Le boxeur cubain Teofilo Stevenson remporte son troisième titre olympique consécutif chez les lourds.
Canoë-kayak

Résultats détaillés

Cyclisme

Résultats détaillés

Équitation

Résultats détaillés

Escrime

Résultats détaillés

Football

Résultats détaillés

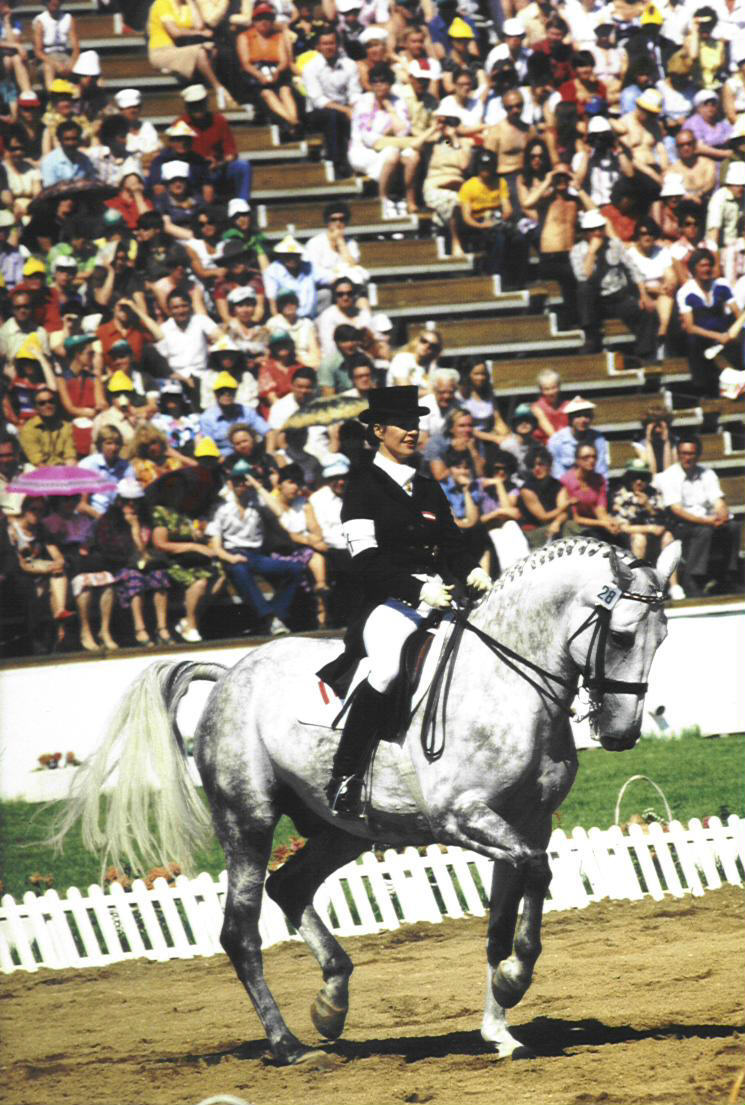
Elisabeth Theurer, vainqueur du dressage individuel.

Dans une semi-indifférence du Stade Lénine, la Tchécoslovaquie bat la RDA en finale par un but à zéro.
Gymnastique

Résultats détaillés

Le Soviétique Alexandre Dityatin réalise l'exploit de ces jeux en remportant huit médailles sur les huit épreuves disputées (3 d'or, 4 d'argent et 1 de bronze), devenant le premier athlète à obtenir huit médailles au cours d'une même olympiade. Il est par ailleurs le premier homme à obtenir la note maximale de 10 en gymnastique aux Jeux olympiques. Quatre ans après avoir remporté 7 médailles à Montréal, son compatriote Nikolai Andrianov en récolte 5 supplémentaires. Côté femmes, Nadia Comăneci, dont les performances à Moscou sont particulièrement suivies, obtient quatre médailles dont deux d'or.
Haltérophilie

Résultats détaillés

Handball

Résultats détaillés

Dans le tournoi hommes, la RDA s'impose après prolongations face à l'URSS, tenante du titre. Vainqueur du match pour la 3e place, la Roumanie remporte, elle, sa troisième médaille olympique consécutive. À noter l'absence (boycott) des Ouest-Allemands, champions du monde en 1978.

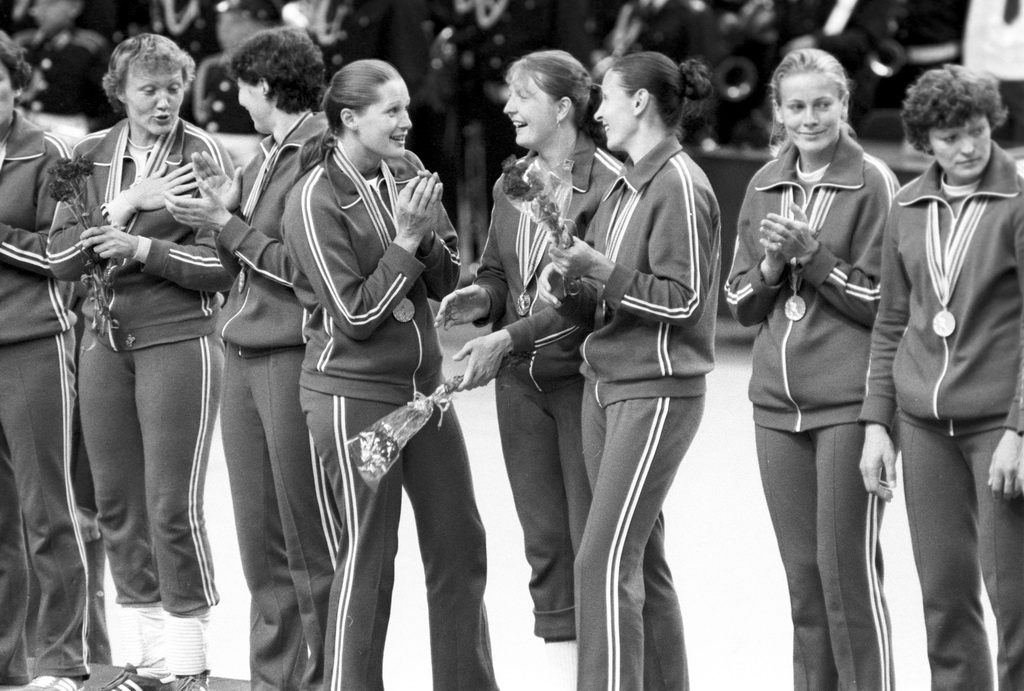
Les handballeuses soviétiques avec leur médaille d'or.

Dans le tournoi femmes, les 6 équipes qualifiées s'affrontent dans une poule unique. L'URSS est championne olympique tandis que la Yougoslavie et l'Allemagne de l'Est, à égalité de points et ayant fait match nul, sont départagées à la différence de buts générale au profit des Yougoslaves. La RDA décroche donc la médaille de bronze avec dans ses rangs Roswitha Krause, athlète étonnante de longévité qui avait décroché une médaille d'argent en natation douze ans plus tôt à Mexico.
Hockey sur gazon

Résultats détaillés

Judo

Résultats détaillés

Le Français Angelo Parisi remporte le titre olympique des + de 95 kg et la médaille d'argent en toutes catégories. Il fut médaillé lors des jeux de Munich en 1972 sous les couleurs de la Grande-Bretagne.
Lutte

Résultats détaillés

Natation

Résultats détaillés

En l'absence des grandes nations occidentales, les nageuses est-allemandes remportent 26 médailles sur 39. Barbara Krause récolte à elle seule 3 médailles d’or. Le Soviétique Vladimir Salnikov décroche également trois médailles d'or, dont le 1 500 m où il devient le premier homme à franchir la barre des 15 minutes.
Pentathlon moderne

Résultats détaillés

Tir

Résultats détaillés

Tir à l'arc

Résultats détaillés

Voile

Résultats détaillés

Volley-ball

Résultats détaillés

### Records de médailles
| Athlète              | Pays               | Sport       | Médaille d'or, Jeux olympiques | Médaille d'argent, Jeux olympiques | Médaille de bronze, Jeux olympiques | Total |
| Alexander Dityatin   | Union soviétique   | Gymnastique | 3                              | 4                                  | 1                                   | 8     |
| Caren Metschuck      | Allemagne de l'Est | Natation    | 3                              | 1                                  | 0                                   | 4     |
| Nikolai Andrianov    | Union soviétique   | Gymnastique | 3                              | 0                                  | 0                                   | 3     |
| Barbara Krause       | Allemagne de l'Est | Natation    | 3                              | 0                                  | 0                                   | 3     |
| Vladimir Parfenovich | Union soviétique   | Canoë-kayak | 3                              | 0                                  | 0                                   | 3     |
| Rica Reinisch        | Allemagne de l'Est | Natation    | 3                              | 0                                  | 0                                   | 3     |
| Vladimir Salnikov    | Union soviétique   | Natation    | 3                              | 0                                  | 0                                   | 3     |

### Tableau des médailles
Sur 631 médailles distribuées, l'URSS, sur son sol, en remporte 195 (dont 80 en or) devant l'Allemagne de l'Est (126 médailles dont 47 d'or). Ces deux pays récoltent ainsi plus de 50 % des titres olympiques.
| Rang  | Nation             | Or  | Argent | Bronze | Total |
| ----- | ------------------ | --- | ------ | ------ | ----- |
| 1     | Union soviétique   | 80  | 69     | 46     | 195   |
| 2     | Allemagne de l'Est | 47  | 37     | 42     | 126   |
| 3     | Bulgarie           | 8   | 16     | 17     | 41    |
| 4     | Cuba               | 8   | 7      | 5      | 20    |
| 5     | Italie             | 8   | 3      | 4      | 15    |
| 6     | Hongrie            | 7   | 10     | 15     | 32    |
| 7     | Roumanie           | 6   | 6      | 13     | 25    |
| 8     | France             | 6   | 5      | 3      | 14    |
| 9     | Grande-Bretagne    | 5   | 7      | 9      | 21    |
| 10    | Pologne            | 3   | 14     | 15     | 32    |
| 11    | Suède              | 3   | 3      | 6      | 12    |
| 12    | Finlande           | 3   | 1      | 4      | 8     |
| 13    | Tchécoslovaquie    | 2   | 3      | 9      | 14    |
| 14    | Yougoslavie        | 2   | 3      | 4      | 9     |
| 15    | Australie          | 2   | 2      | 5      | 9     |
| 16    | Danemark           | 2   | 1      | 2      | 5     |
| 17    | Brésil             | 2   | 0      | 2      | 4     |
| 17    | Éthiopie           | 2   | 0      | 2      | 4     |
| 19    | Suisse             | 2   | 0      | 0      | 2     |
| 20    | Espagne            | 1   | 3      | 2      | 6     |
| 21    | Autriche           | 1   | 2      | 1      | 4     |
| 22    | Grèce              | 1   | 0      | 2      | 3     |
| 23    | Belgique           | 1   | 0      | 0      | 1     |
| 23    | Inde               | 1   | 0      | 0      | 1     |
| 23    | Zimbabwe           | 1   | 0      | 0      | 1     |
| 26    | Corée du Nord      | 0   | 3      | 2      | 5     |
| 27    | Mongolie           | 0   | 2      | 2      | 4     |
| 28    | Tanzanie           | 0   | 2      | 0      | 2     |
| 29    | Mexique            | 0   | 1      | 3      | 4     |
| 30    | Pays-Bas           | 0   | 1      | 2      | 3     |
| 31    | Irlande            | 0   | 1      | 1      | 2     |
| 32    | Ouganda            | 0   | 1      | 0      | 1     |
| 32    | Venezuela          | 0   | 1      | 0      | 1     |
| 34    | Jamaïque           | 0   | 0      | 3      | 3     |
| 35    | Guyana             | 0   | 0      | 1      | 1     |
| 35    | Liban              | 0   | 0      | 1      | 1     |
| Total | Total              | 204 | 204    | 223    | 631   |

## Médias
La chaîne américaine NBC avait acheté les droits de retransmission pour 87 millions de dollars. Après le boycott annoncé par près de 60 nations, dont les États-Unis, NBC renonça à la diffusion des Jeux mais, grâce à un contrat d'assurance souscrit auprès de la Lloyd's of London, récupéra 90 % de la somme engagée.

## Dopage
Aucun athlète ne fut contrôlé positif à l'occasion de ces Jeux de Moscou, une performance décrite comme inégalée dans l'histoire moderne des Jeux depuis 1968, le directeur de la commission médicale du CIO, Alexandre de Merode, déclara que ces jeux étaient les « plus purs » (« Purest »). Ces Jeux, présentés comme les premiers sans drogues, sont ultérieurement surnommés les « Junkie Olympics » ou « Chemists' Games » en raison de l'utilisation massive de testostérone, indétectable alors, ou de stéroïdes. Le gouvernement soviétique voulait des jeux parfaits, sans problème : la cinquième direction du KGB créa un département dont la mission est de remplacer tous les échantillons d'urine par des échantillons propres pour garantir l'absence de dopage. Une enquête du sénat australien à la fin des années 1980 estime à une très forte probabilité que pratiquement tous les médaillés ont utilisé au moins une substance,,,.

## Filmographie
- 1981 : Ô sport, tu es la paix ! (O sport, ty - mir, О спорт, ты — мир!) de Iouri Ozerov